# Simalia clastolepis
Espèce
Synonymes
- Morelia clastolepis Harvey, Barker, Ammerman & Chippindale, 2000

Statut CITES
Simalia clastolepis est une espèce de serpents de la famille des Pythonidae.

## Répartition
Cette espèce est endémique des Moluques en Indonésie. Elle se rencontre sur les îles de Céram et d'Ambon et probablement sur les îles de Saparua et d'Haruku.

## Description
C'est un serpent constricteur ovipare.

## Publication originale
- Harvey, Barker, Ammerman & Chippindale, 2000 : Systematics of pythons of the Morelia amethistina complex (Serpentes: Boidae) with the description of three new species. Herpetological Monographs, vol. 14, p. 139-185.